# Werner Korth
Werner Korth (* 17. August 1929 in Stettin; † 19. Januar 1998 in Rostock) war ein Generalmajor des Ministeriums für Staatssicherheit (MfS) der DDR und langjähriger Leiter der Bezirksverwaltung Schwerin des MfS. 

## Leben
Als Sohn eines Schlossers begann er nach dem Besuch der Mittelschule 1944/45 eine kaufmännische Lehre.
Nach dem Krieg war er zunächst als Landarbeiter tätig. Von 1946 bis 1948 absolvierte er eine Lehre als Verwaltungsgehilfe und arbeitete als solcher bei der Stadt Rostock. 1948 trat er der SED bei, wurde 1. Sekretär der FDJ-Kreisleitung Rostock. 1950 trat er in die Dienste des MfS ein, war zunächst in der Länderverwaltung Mecklenburg, später in der Bezirksverwaltung Schwerin tätig. 1965 wurde er in dieser Dienststelle Stellvertreter Operativ des Leiters der Bezirksverwaltung. Von 1966 bis 1968 absolvierte er ein Fernstudium an der Juristischen Hochschule des MfS in Potsdam-Eiche. 1973 wurde er dort zum Dr. jur. promoviert. Schon 1968 wurde er als Nachfolger von Oberst Rudolf Vödisch Leiter der Bezirksverwaltung Schwerin des Ministeriums für Staatssicherheit und blieb bis zu seiner Entlassung im Jahre 1990, die mit der Auflösung des MfS einherging, im Amt. Gleichzeitig war er Mitglied der SED-Bezirksleitung Schwerin. 1979 wurde er zum Generalmajor ernannt. Nach seiner Entlassung wurde er – noch von den Behörden der DDR – inhaftiert. Ihm wurden illegaler Waffenbesitz und Korruption im Zusammenhang mit dem kostengünstigen Erwerb eines Landhauses von der eigenen Dienststelle zur Last gelegt. Das Bezirksgericht Schwerin sprach ihn im Sommer 1991 der Untreue schuldig und verhängte eine Freiheitsstrafe von zwei Jahren und zehn Monaten ohne Bewährung gegen ihn. Im Mai 1992 verwarf der Bundesgerichtshof (BGH) die Revision Korths gegen das Urteil. Aus formalen Gründen setzte der BGH die Strafe auf zwei Jahre und acht Monate Haft herab. Korth musste die Strafe antreten.
Korth lebte zuletzt in Rostock-Lütten Klein.